# Friedrich Wilhelm Liel
Friedrich Wilhelm Liel (* 24. Januar 1878 in Römersberg; † 26. März 1960 in Burgsteinfurt) war ein deutscher Maler.

## Leben
Friedrich Wilhelm Liel wurde 1878 als Sohn des Landwirts Karl Josef Liel und der Majorstochter Hedwig von Beeren auf dem Rittergut Römersberg, in Hessen, geboren. Bereits als Schüler am Gymnasium in Weimar machte er häufig Atelierbesuche bei Malern. 1899 besuchte er die Kriegsschule in Karlsruhe und nahm aus eigener Neigung und familiärer Tradition die Offizierslaufbahn auf. Im Jahr 1907 heiratete er Julie Klaus. Am Ersten Weltkrieg nahm Friedrich Liel von 1914 bis 1918 im Militärdienst teil. Im Rang eines Oberstleutnants schied er aus dem Militärdienst aus, lebte in Berlin und begann dort seine Tätigkeit als Beamter, als Regierungsrat. Liel war mit dem Maler Oskar Moll befreundet, der zuvor in Berlin, und von 1918 bis 1932 Professor an der Kunstakademie Breslau war. Bei Oskar Moll betrieb er Studien in der Malerei.

### Friedrich Liel in Münster

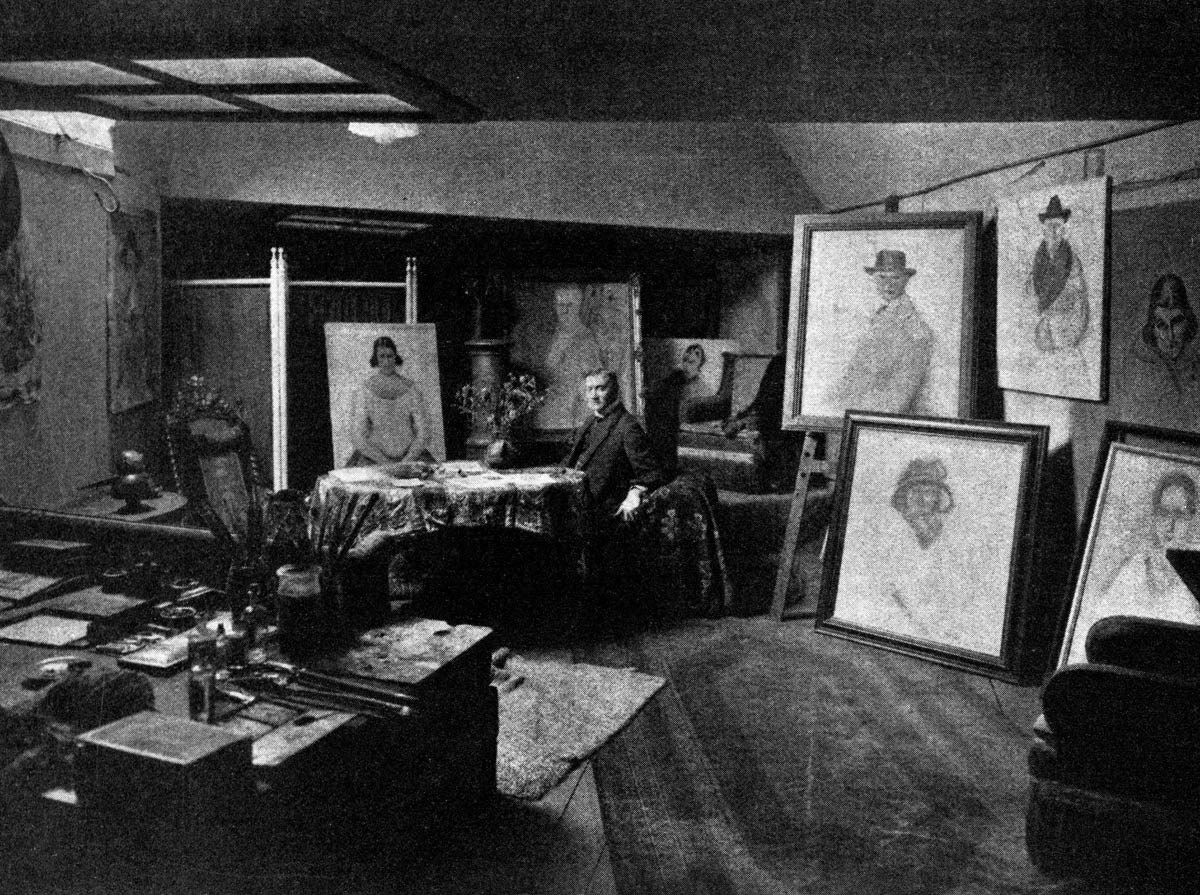
Friedrich Liel im Atelier im Zwinger, Münster, um 1928

Friedrich Liel nahm im Jahr 1919 eine Tätigkeit als Regierungsrat im Hauptversorgungsamt in Münster an. Eine passende Unterkunft war schwer zu finden, da er auch seiner Neigung als „Bildnismaler“ nachgehen wollte. Der seit Jahren leerstehende alte Zwinger in Münster brachte ihn auf eine ungewöhnliche Idee. Er unterbreitete der Stadt als Eigentümerin den Vorschlag, den Zwinger, ein Rondell als Wohnung und Ateliergebäude zu mieten. Das alte Bauwerk war um 1528 als Teil der ehemaligen Befestigungsanlagen errichtet worden. Der Magistrat kam diesem Wunsch nach und Friedrich Liel bezog nach Umbaumaßnahmen Ende 1919 mit seiner Frau das neue „Künstlerdomizil“. Im Inneren schmückte er den Zwinger mit historischen Gemälden, eigenen Kunstwerken und farbigen Wandbildern. Der geräumige Dachboden wurde zum Atelier. Liel war 1919 Gründungsmitglied der Freien Künstlergemeinschaft Schanze in Münster und wurde deren erster Vorsitzender. Das Amt des ersten Kanzlers hatte er bis 1930 inne. Durch sein Engagement in der münsterschen Kunstszene erlebte der Zwinger fünfzehn fruchtbare Jahre. In den ersten Jahren fanden dort viele Versammlungen der Schanze statt. Hier organisierte Liel zahlreiche Künstlerfeste, Konzerte, Festessen und Vorträge. Im Jahr 1925 hatte der Maler eine Künstlerreise nach Florenz und Rom gemacht. Friedrich Liel war 1933 noch organisatorisch eingebunden in die rasche Eingliederung der Schanze an den NS-Kulturbetrieb, hielt sich aber als Maler zurück, in Ausstellungen war er nicht mehr dabei.
Liel verließ im Jahr 1935 Münster, er wurde in die Reichswehr zum Wehrdienst berufen. Zunächst in Berlin, war Friedrich Liel später Leiter der Feldpostabteilung in Dresden bis zum Kriegsende. Wohnung und Atelier des Malers in Dresden wurden mit einem Großteil seiner Werke 1945 zerstört. Aus Dresden evakuiert ließ sich Liel nach einigen Zwischenstationen in Burgsteinfurt nieder. 1953 starb Liels Frau Julie. Anlässlich seines 81. Geburtstages wurde der Maler 1958 zum „Ersten Ehrenmitglied der Freien Künstlergemeinschaft Schanze“ ernannt. Am 26. März 1960 starb Friedrich Wilhelm Liel im Alter von zweiundachtzig Jahren in Burgsteinfurt.

## Werk

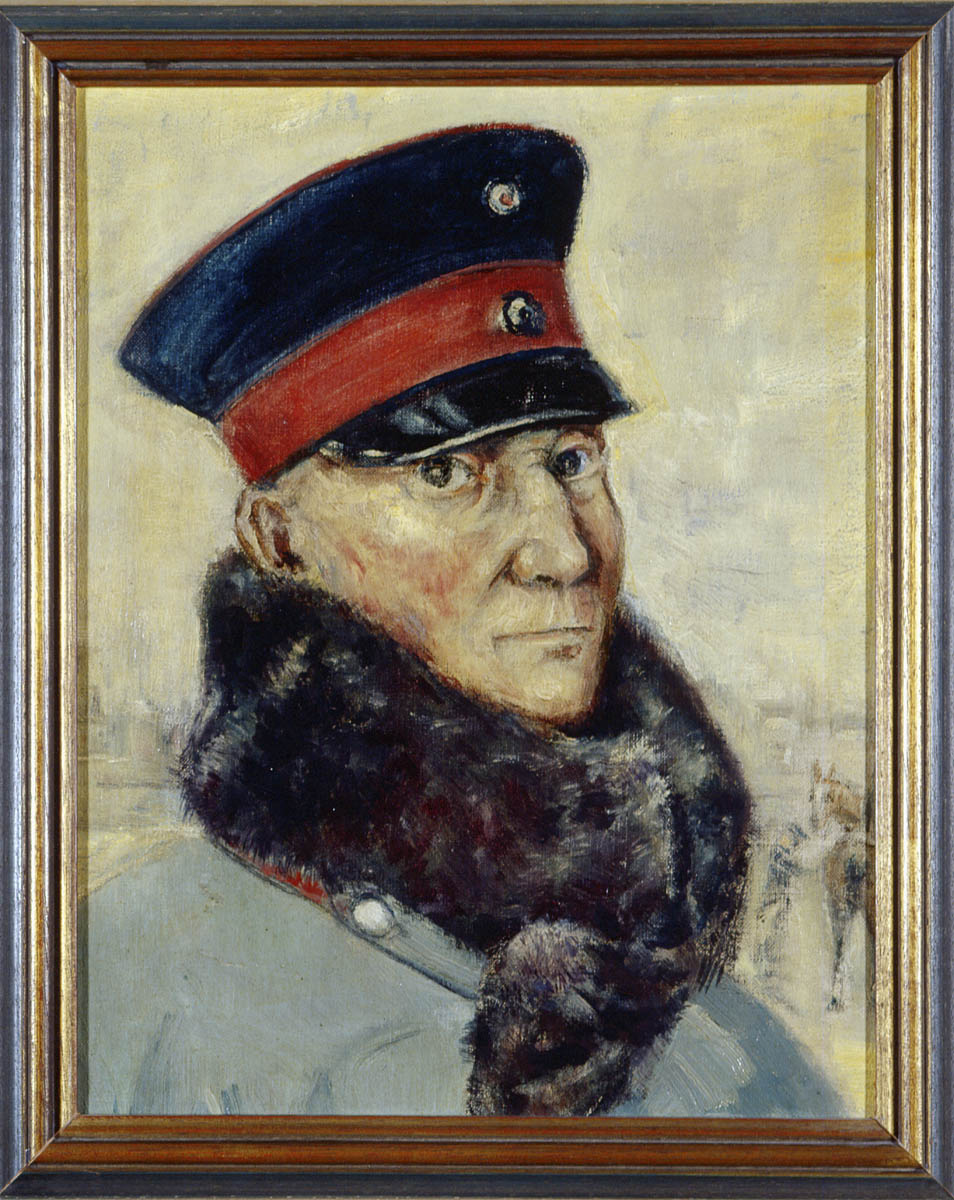
Friedrich Wilhelm Liel, Selbstbildnis, 1928, Stadtmuseum Münster

An den Gemälden Liels in den 1920er und 1930er Jahren sind verschiedene Phasen zu beobachten. Er verwendete eine Maltechnik mit selbst gemischter Kaseinfarbe im leichten Farbauftrag (auch pastos), auf feinem Nesseltuch, aufgezogen auf Sperrholz. Ein Einfluss der Malerei von Oskar Moll ist zu beobachten. In Liels Atelier im Zwinger in Münster entstanden zahlreiche Gemälde, besonders Porträts, meist von Personen aus Münster, sowie Stillleben. Von diesen Bildern sind heute durch die Zerstörungen des Zweiten Weltkriegs nur wenige erhalten. Seit 1929 sind die Gemälde Liels dem Stil der Neuen Sachlichkeit zuzuordnen.
Friedrich Liel war auch Mitglied der münsterschen St. Lukas-Gemeinschaft, einer Vereinigung für neuzeitliche christliche Kunst. Liturgische Gewänder, die Liel in den 1920er Jahren gestaltete, erregten in Ausstellungen der St. Lukas-Gemeinschaft viel Interesse. Der Maler fertigte auch Wandgemälde an, u. a. für die Räume des Corps Rheno-Guestphalen in Münster im Jahr 1926.
1937 wurden in der Aktion „Entartete Kunst“ aus dem damaligen Landesmuseum Münster ein Tafelbild Liels mit einem Selbstbildnis und eine Kühlerfigur aus Messing beschlagnahmt und vernichtet. Die Gründe für die Einordnung dieser Arbeiten als „entartet“ sind unklar.
Im Dienst der Wehrmacht blieb Liel weiter nebenberuflich als Maler tätig. In den folgenden Jahren in Burgsteinfurt fertigte Liel Porträts von Personen aus Burgsteinfurt und Stillleben an. Ab dem Jahr 1950 wandte er sich der abstrakten Malerei zu, nun waren biblische und apokalyptische Themen im Werk vertreten.
Das Stadtmuseum Münster zeigte in einer Ausstellung im Jahr 2001 als Neuerwerbung zwei der selten erhaltenen Bilder Liels: Ein Selbstporträt (1928) als Soldat und ein im Zwinger 1922 entstandenes Stillleben. Das Stillleben weist im Hintergrund einen hellblauen Farbton auf. Dieser Farbton ist noch im Zwinger in Münster, im ehemaligen Wohnraum des Künstlers, in Form von letzten Farbresten im Wandputz erhalten. Nichts erinnert mehr an die Künstlerjahre des „Major Liel“, die einzige friedliche Phase in der langen Geschichte des mächtigen historischen Bollwerks.

## Ausstellungen
- 2001: Auf den Spuren des Malers Friedrich Wilhelm Liel im Zwinger, 1919–1935 (Neuerwerbung), Stadtmuseum Münster[6]
- 2007: Der Zwinger in Münster, Bollwerk, Kunstwerk, Mahnmal, Stadtmuseum Münster[7]